# سهيل عبد اللطيف
سهيل عبد اللطيف (مواليد 1961 في اللاذقية) مهندس مدني وسياسي سوري شغل منصب وزير الأشغال العامة والإسكان في حكومات عماد خميس وحسين عرنوس الأولى والثانية من 26 تشرين الثاني 2018 إلى 23 أيلول 2024.